# Oscar Pistorius
Pour les articles homonymes, voir Pistorius.
Oscar Pistorius, né le 22 novembre 1986 à Johannesbourg, est un tueur et un athlète sud-africain né sans péronés et amputé sous le genou, à la moitié du tibia précisément, à l'âge de 11 mois, spécialisé dans le sprint. Il est le meurtrier condamné de sa compagne, la mannequin Reeva Steenkamp.
Il est le premier athlète amputé à concourir dans un championnat du monde pour les valides, et le premier athlète handicapé médaillé (par équipe) parmi les valides lors des Mondiaux de Daegu en 2011.
Le 4 juillet 2012 il devient le premier athlète amputé à se qualifier aux épreuves d'athlétisme pour les Jeux olympiques. Il y fait sa première course le 4 août lors des séries du 400 mètres, puis participe à la finale du relais 4 x 400 m.
Surnommé The Blade Runner (jeu de mots en référence au film de Ridley Scott), en français « le coureur aux lames » il se déclare lui-même « La chose la plus rapide sans jambes ». Il est « considéré comme un héros national » en Afrique du Sud. En 2012 Time magazine l'inclut dans sa liste des cent personnes les plus influentes au monde, le décrivant comme « la définition même de l'inspiration au niveau mondial ».
Le 14 février 2013, il est inculpé du meurtre de sa compagne, la mannequin Reeva Steenkamp. Il est dans un premier temps déclaré non coupable de meurtre, mais coupable d'homicide involontaire et condamné à cinq ans de prison ferme le 21 octobre 2014. Mais le 3 novembre 2015, Pistorius est condamné à 6 ans d'emprisonnement par la Cour suprême d'appel de Bloemfontein sur appel du parquet. Le 3 novembre 2017, la Cour suprême d'appel entend les arguments de l'État au sujet d'une possible extension de la sentence de Pistorius. Finalement, le 24 novembre 2017, il est condamné en appel à une peine de 15 ans de prison. Il a obtenu une libération conditionnelle en janvier 2024, après avoir purgé la moitié de sa peine.

## Biographie

### Débuts
Oscar Leonard Carl Pistorius est issu d'une famille aisée de Pretoria (Gauteng), il est le neveu de Micki Pistorius, une psychologue spécialiste des tueurs et profileuse réputée.
Il naît sans fibula (péronés), et il est amputé des deux jambes sous le genou à l'âge de onze mois.
À dix sept mois, il apprend à marcher avec des prothèses spécialement réalisées pour lui.
À l'école il participe activement à divers sports, notamment le water polo, le rugby et la lutte gréco-romaine.
Ayant grandi dans une famille afrikaner où les valeurs étaient viriles (amour des armes à feu, de la compétition, des voitures de course...), c'est sa mère Sheila qui l'a poussé à faire fi de son handicap pour devenir un sportif de haut niveau, elle meurt en 2002 à l'âge de 43 ans à la suite d'une erreur médicale,.
En juin 2003, il se brise le genou en jouant au rugby et, sur les conseils de son médecin, se lance dans la course à pied pour faciliter sa rééducation.

### Carrière sportive
Oscar Pistorius court avec deux prothèses en carbone spécialement conçues pour la compétition handisport (d’un coût supérieur à 20 000 €). Les départs sont lents et il a des difficultés à négocier les virages.

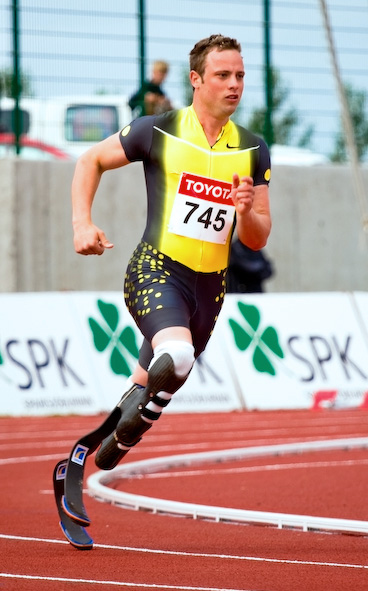
Oscar Pistorius participant au Landsmót ungmennafélags Íslands à Kópavogur, en Islande, le plus grand événement sportif islandais qui se tient tous les trois ans.

Pistorius participe aux Jeux paralympiques d'été de 2004 et obtient un classement honorable : 3e au 100 mètres catégorie T44 (amputés des membres inférieurs). Il remporte également la finale du 200 mètres malgré une chute en qualifications, avec un temps de 21 s 97.
En 2005 Pistorius se classe 6e sur 400 mètres aux championnats d'Afrique du Sud (en). En mars 2007, il réalise un temps de 46 s 56 et prend la deuxième place.

Oscar Pistorius ne réalise pas les minima de qualification pour les championnats du monde d’Osaka (2007) mais participe à deux meetings de l’IAAF (dont le Golden Gala à Rome), dans des compétitions durant lesquelles il a couru avec des athlètes non handicapés (la course B à Rome où il a terminé deuxième, disqualifié à Sheffield en raison d’une sortie de son couloir, sous la pluie). Sa course à Rome a fait la une des médias et provoqué une avalanche de réactions (favorables et défavorables). L’IAAF a demandé à la télévision italienne de ne pas retransmettre la course d’Oscar Pistorius dans la fenêtre « internationale » et a envoyé des délégués pour une analyse technique de sa course (avantages éventuels d’utiliser des prothèses spéciales).

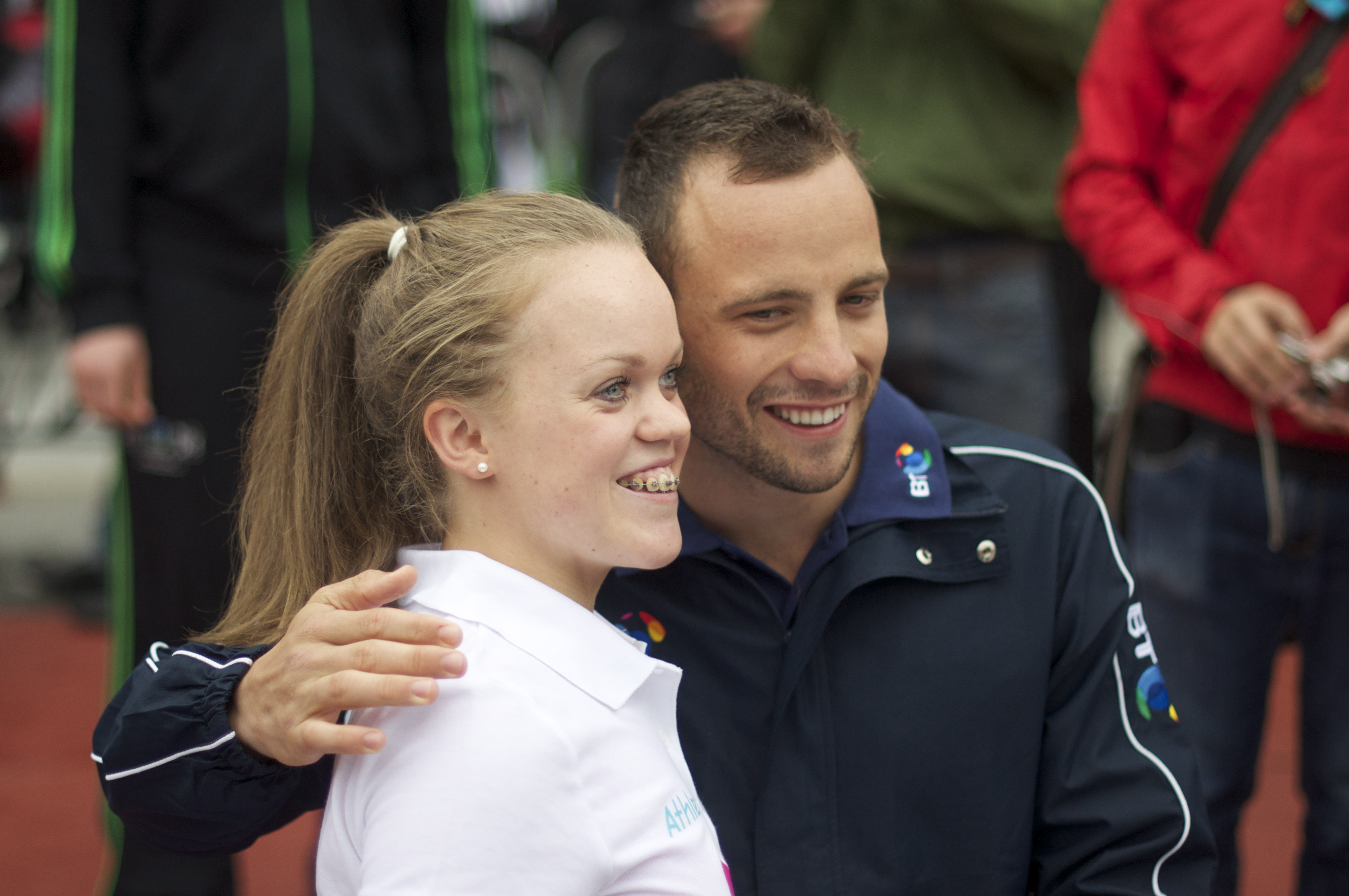
Oscar Pistorius avec la nageuse britannique handisport et multiple championne paralympique Eleanor Simmonds en 2008.

La Fédération internationale d’athlétisme (IAAF) a dévoilé le 14 janvier 2008 les conclusions d’un rapport qu'elle avait commandé au professeur allemand Peter Brüggemann, de l’université du Sport à Cologne. Selon ce rapport, les fines prothèses en fibre de carbone utilisées par Pistorius procureraient au Sud-Africain un avantage sur les athlètes valides. Le conseil de l’IAAF a décidé en conséquence que Pistorius ne devait pas être autorisé à courir aux Jeux de Pékin ni dans les autres compétitions organisées par la Fédération internationale.
Oscar Pistorius fait effectuer d'autres mesures par des chercheurs américains dont le rapport invalide les conclusions du professeur Brüggemann. Il dépose un recours au Tribunal arbitral du sport ; les conclusions rendues le 16 mai 2008 lui donnent raison. Si Oscar Pistorius réussit les minima, il pourra participer aux Jeux olympiques en individuel, le relais relevant de la décision des entraîneurs sud-africains. Il échoue dans sa tentative d'aller aux Jeux olympiques 2008 pour 70 centièmes de secondes.
En novembre 2009, des chercheurs américains publient une étude selon laquelle les prothèses de Pistorius lui procurent un avantage conséquent (elles lui feraient gagner 10 secondes sur une distance de 400 m). Cette étude n'aboutit pourtant pas à une remise en cause du jugement du tribunal arbitral du sport.

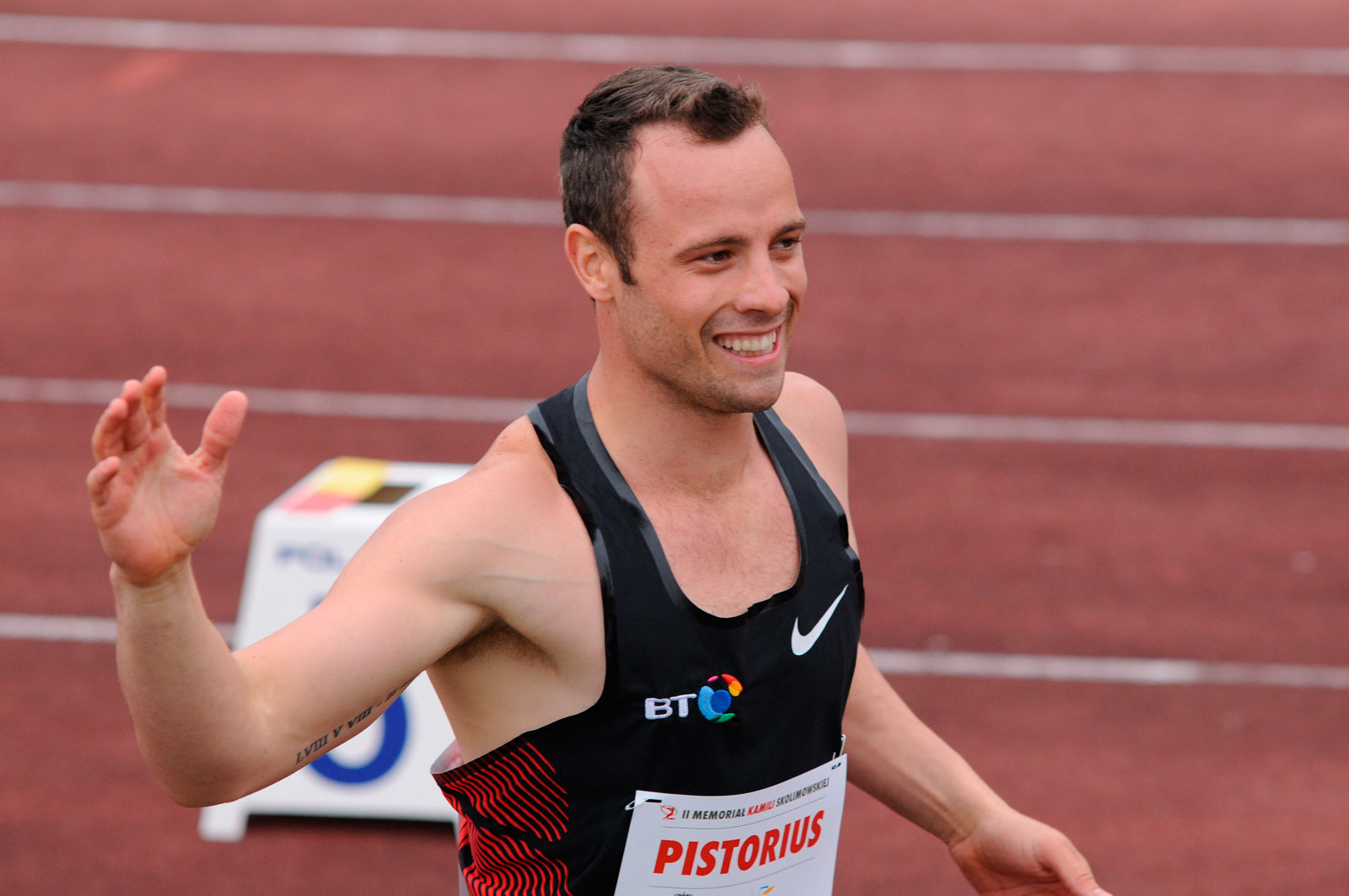
Oscar Pistorius en 2011. Sur son bras droit on voit le tatouage avec les dates de naissance et de mort de sa mère.

Le 19 juillet 2011, à Lignano Sabbiadoro, il améliore son record personnel du 400 m (45 s 07) et se qualifie pour les Mondiaux 2011 se déroulant à Daegu, en Corée du Sud. Sorti en demi-finale sur 400 mètres, il participe à ces mêmes demi-finales sur 4 × 400 m. Sans lui, le relais termine vice-champion du monde mais il est médaillé pour sa participation en série. Il devient ainsi le premier athlète handisport médaillé aux championnats du monde valides.
Le 18 mars 2012 il réalise les minima olympiques exigés par son pays, en 45 s 20, alors qu'ils étaient fixés à 45 s 30.
Le 9 juin 2012, à l'occasion du meeting Adidas Grand Prix de New York, 6e étape de la ligue de diamant 2012, il finit 7e et dernier du 400 mètres en 46 s 14, derrière notamment le jeune athlète dominicain Luguelín Santos (45 s 24) et Jeremy Wariner (45 s 30),.
Malgré le fait qu'il a réalisé les minima olympiques le 18 mars 2012, le Comité olympique sud-africain (SASCOC) lui avait demandé de réitérer sa performance avant le 30 juin 2012.
En finissant 2e en 45 s 52 des Championnats d'Afrique à Porto Novo (Bénin) le 29 juin 2012, il n'a pas réussi à le faire. Il est finalement repêché par le Comité olympique sud-africain (SASCOC) et participe aux Jeux olympiques de Londres 2012 pour le relais 4 × 400 m ainsi que pour le 400 m individuel, épreuve dont il sera éliminé en demi-finale après avoir terminé dernier de sa course. Il défendra également ses titres sur 100, 200 et 400 mètres aux Jeux paralympiques de Londres 2012. Il est ainsi l'un des seuls athlètes qualifiés à la fois pour les Jeux paralympiques et olympiques en 2012, l'autre étant la pongiste polonaise Natalia Partyka.
Lors des séries des Jeux paralympiques de 2012, Pistorius bat le record du monde du 200 m en 21 s 30 et se qualifie pour la finale en catégorie T44 (amputés des membres inférieurs). Arrivé second en finale du 200 m T44, il accuse le vainqueur, Alan Oliveira, d'avoir eu des prothèses plus longues qu'autorisé, puis reconnaît que l'argument est « inapproprié ». Il perd son titre sur le 100 m T44 remporté par le Britannique Jonnie Peacock ; le Sud-Africain félicite son jeune adversaire, auquel il « passe le relais ». Pistorius défend avec succès son titre sur le 400 m T44, sa dernière épreuve des Jeux, établissant un nouveau record paralympique en 46 s 68. Son palmarès se complète d'une médaille d'or au relais 4 × 400 m.
Malgré ce qui est souvent affirmé à tort dans les médias, Pistorius n'est pas le « premier sportif handicapé à concourir avec les valides aux Jeux olympiques ». Une dizaine d'athlètes le précèdent, dont le gymnaste américain George Eyser en 1904 ; le joueur de water polo hongrois Olivér Halassy, double médaillé d'or de 1928 à 1936 ; la cavalière danoise Lis Hartel, médaillée d'argent en 1952 ; ou encore la Néo-Zélandaise Neroli Fairhall en tir à l'arc en 1984, première personne à se qualifier pour les Jeux olympiques après avoir pris part aux Jeux paralympiques. La première personne handicapée à prendre part aux épreuves d'athlétisme aux Jeux olympiques est l'Américaine Marla Runyan (malvoyante) en 2000.

### Télévision
Le 19 avril 2010, Oscar Pistorius passe à l'émission L'isola dei famosi 7[source insuffisante], version italienne de Celebrity Survivor (Koh-Lanta).
Le 7 janvier 2012 il est invité spécial de Ballando con le Stelle 8, version italienne de Dancing with the Stars, à Rome, où il danse le tango avec Annalisa Longo sur la chanson d'ABBA, The Winner Takes It All.
Le 9 octobre 2012, il passe à l'émission The Tonight Show de Jay Leno.

### Meurtre de Reeva Steenkamp

#### Faits mis en cause

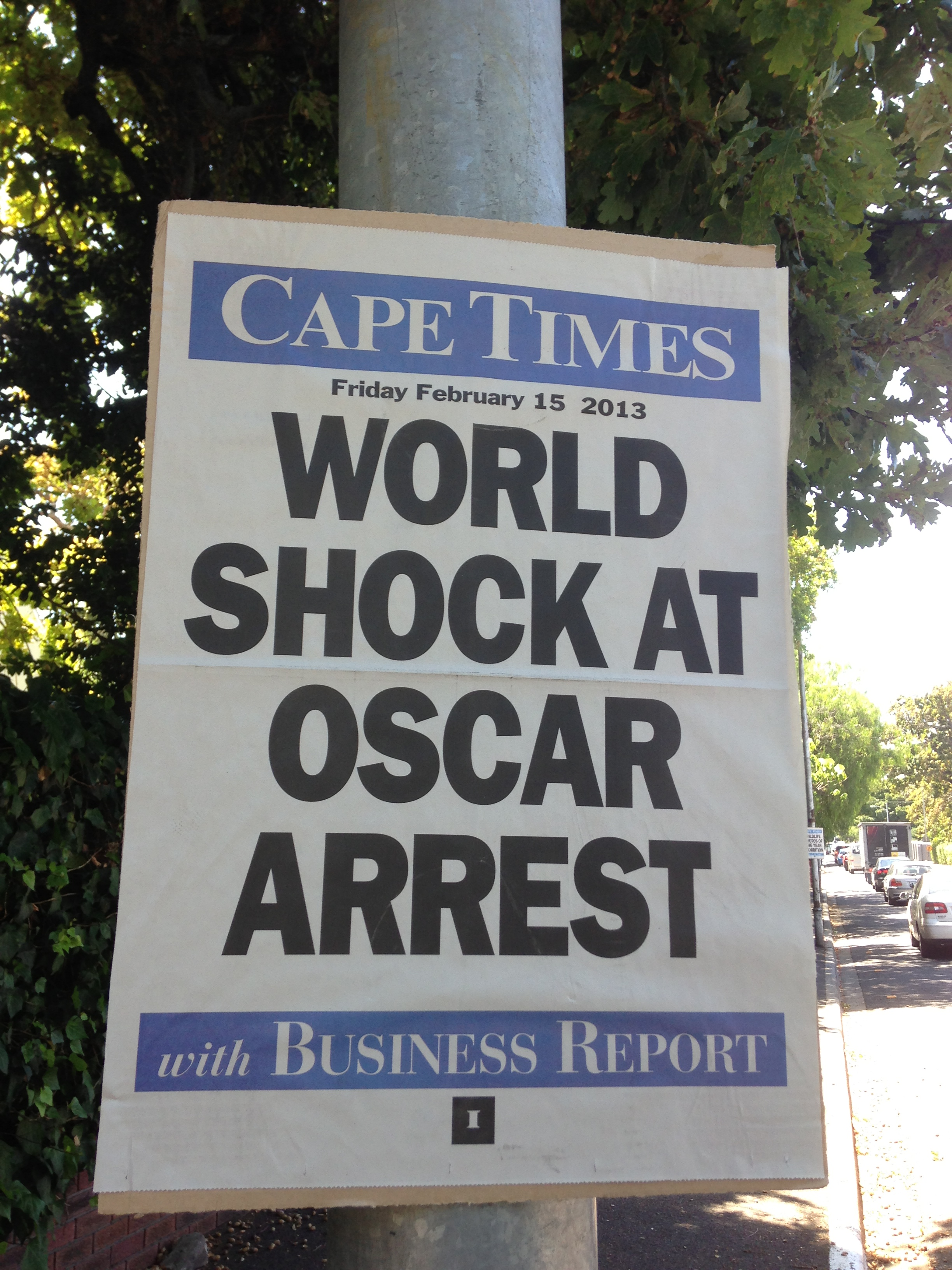
Panneau publicitaire de la couverture du Cape Times après l'arrestation de Pistorius en février 2013.

Le 14 février 2013, au matin de la Saint-Valentin, Oscar Pistorius est soupçonné d'avoir tiré quatre balles sur sa compagne, la mannequin et présentatrice Reeva Steenkamp, à travers la porte de la salle de bains de leur domicile (une maison dans une résidence fermée de Pretoria) dans laquelle elle s'était réfugiée, l'atteignant à la tête, au bras, à la hanche et à la main, et causant ainsi sa mort.

#### Arrestation de Pistorius et enquête
Le jour même, Pistorius est placé en garde à vue par la police sud-africaine qui exclut la thèse d'un accident. Le procureur Gerrie Nel fait part d'une violente dispute qui aurait mal tourné entre les deux amants peu avant le drame. Le lendemain, Pistorius est formellement inculpé pour le meurtre de Reeva Steenkamp par le tribunal de Pretoria, puis emprisonné avant deux nouvelles audiences prévues les 19 et 20 février. Il nie être coupable de meurtre avec préméditation, la défense du sportif assurant qu'il a tiré avec son 9 mm Parabellum sur ce qu'il croyait être un cambrioleur caché, et plaide la légitime défense putative.
Le 21 février 2013, Hilton Botha, le chef enquêteur qui avait fait une déposition à charge contre Pistorius, est dessaisi de l'enquête (Botha démissionne de son poste le 6 mars 2013 après que les avocats de l'athlète ont révélé que le chef enquêteur était sous le coup d'une inculpation pour sept tentatives de meurtre, pour avoir tiré sur un taxi collectif afin de le forcer à s'arrêter, en 2011), et le lendemain la justice sud-africaine ordonne la libération sous caution de l'athlète. En mars 2013, son avocat Barry Roux obtient un assouplissement notable des conditions de son contrôle judiciaire. Pistorius envisage alors de reprendre l'entraînement et les compétitions internationales après avoir obtenu l’autorisation de voyager à l’étranger, puis finalement renonce. En août 2013, le Times révèle que les avocats de Pistorius tentent d'éviter un procès civil (avant le procès au pénal en mars 2014) en négociant un arrangement financier à l'amiable avec les parents de la victime.

#### Procès
Le procès s'ouvre le 3 mars 2014. Il est ajourné le 20 mai pour que le sportif bénéficie d'une évaluation mentale, sa défense suggérant qu'il souffrait d'un « trouble anxieux généralisé remontant à l'enfance et susceptible d'avoir contribué à son geste fatal ». Il reprend le 30 juin après que l'évaluation a conclu à son entière responsabilité pénale lors des faits en 2013.
Le 12 septembre 2014, la juge Thokozile Masipa (en) rend son verdict : Pistorius est acquitté de l'accusation de meurtre. Le tribunal reconnaît qu'il n'avait pas eu l'intention de tuer sa compagne, mais lui reproche sa très grande négligence pour avoir tiré à travers la porte d'une pièce exiguë. Il est ainsi reconnu coupable de « culpable homicide » (notion d'homicide involontaire par négligence en France),. Poursuivi également sous les charges d'accusations « en lien avec la loi sur le port d'armes prohibé » pour avoir précédemment tiré dans le plafond d'une voiture décapotable en septembre 2010 et déchargé un pistolet dans un restaurant de Johannesbourg en janvier 2013, il est acquitté pour le premier incident mais jugé coupable pour le second.
À l'issue du procès, il est condamné le 21 octobre 2014 à cinq ans de prison. En mai 2015, la presse révèle qu'il doit bénéficier d'une sortie de prison en août de la même année, mais cette libération est bloquée à la dernière minute par le gouvernement sud-africain à la suite de pressions politiques. En août 2015, le parquet fait appel de la condamnation, estimant que la juge avait fait une erreur d’interprétation du droit en ne retenant que l’« homicide involontaire » et qu’elle aurait dû condamner Oscar Pistorius pour « meurtre ». À l'issue d'une nouvelle réunion de la commission sud-africaine des libérations anticipées, Pistorius est libéré le 19 octobre 2015 pour bonne conduite mais reste assigné à résidence chez son oncle à Pretoria.
Son procès en appel est fixé le 3 novembre 2015. Les faits sont requalifiés en meurtre par la Cour suprême d’appel de Bloemfontein, et passibles de quinze ans de prison. Le 3 décembre, cette Cour le reconnaît coupable de meurtre. Elle admet qu'il n'avait nullement l'intention de tuer sa compagne, et qu'il pensait tirer sur un intrus, mais elle précise qu'il ne pouvait ignorer le risque de tuer en tirant à travers la porte d'un espace clos : « Il aurait dû prévoir que la personne derrière la porte pouvait être blessée. Sur cette base, elle estime qu'il n’aurait pas dû être condamné pour homicide involontaire, mais pour meurtre ».
L'affaire est renvoyée à la juridiction de première instance pour qu'elle revoie sa sentence ; et le 6 juillet 2016, Oscar Pistorius est condamné à six années de prison ferme. Le 21 juillet, le parquet demande au tribunal de réexaminer cette condamnation, car il la juge « scandaleusement  clémente », et estime qu'elle ne respecte pas la peine plancher légale de 15 ans prévue pour les meurtriers. Débouté, le parquet saisit la Cour suprême d'appel de Bloemfontein, qui lui fait droit et condamne Pistorius à 13 ans et 5 mois de prison (la peine plancher moins, de façon rétroactive, le temps qu'il a déjà passé en prison depuis 2014) pour homicide volontaire le 24 novembre 2017.
Pistorius est incarcéré à la prison d'Atteridgeville dans la banlieue de Pretoria, qui lui offre d'excellentes conditions de détention en raison de son handicap. Pistorius dispose ainsi de sa propre salle de bain et de son propre potager. En avril 2023, il dépose une demande de libération conditionnelle, qui lui est refusée au motif qu'il n'a pas encore accompli la moitié de sa nouvelle peine commencée en novembre 2017.
Le 24 novembre 2023, après avoir examiné « une possibilité de libération conditionnelle », la commission chargée des libérations anticipées accorde à Pistorius une libération conditionnelle pour le début de l'année suivante. Le 5 janvier 2024, Oscar Pistorius sort de prison après avoir purgé la moitié de sa peine. Il devra notamment suivre une « thérapie pour ses colères, effectuer des travaux d'intérêt général et suivre une thérapie sur les violences faites aux femmes ».

## Palmarès

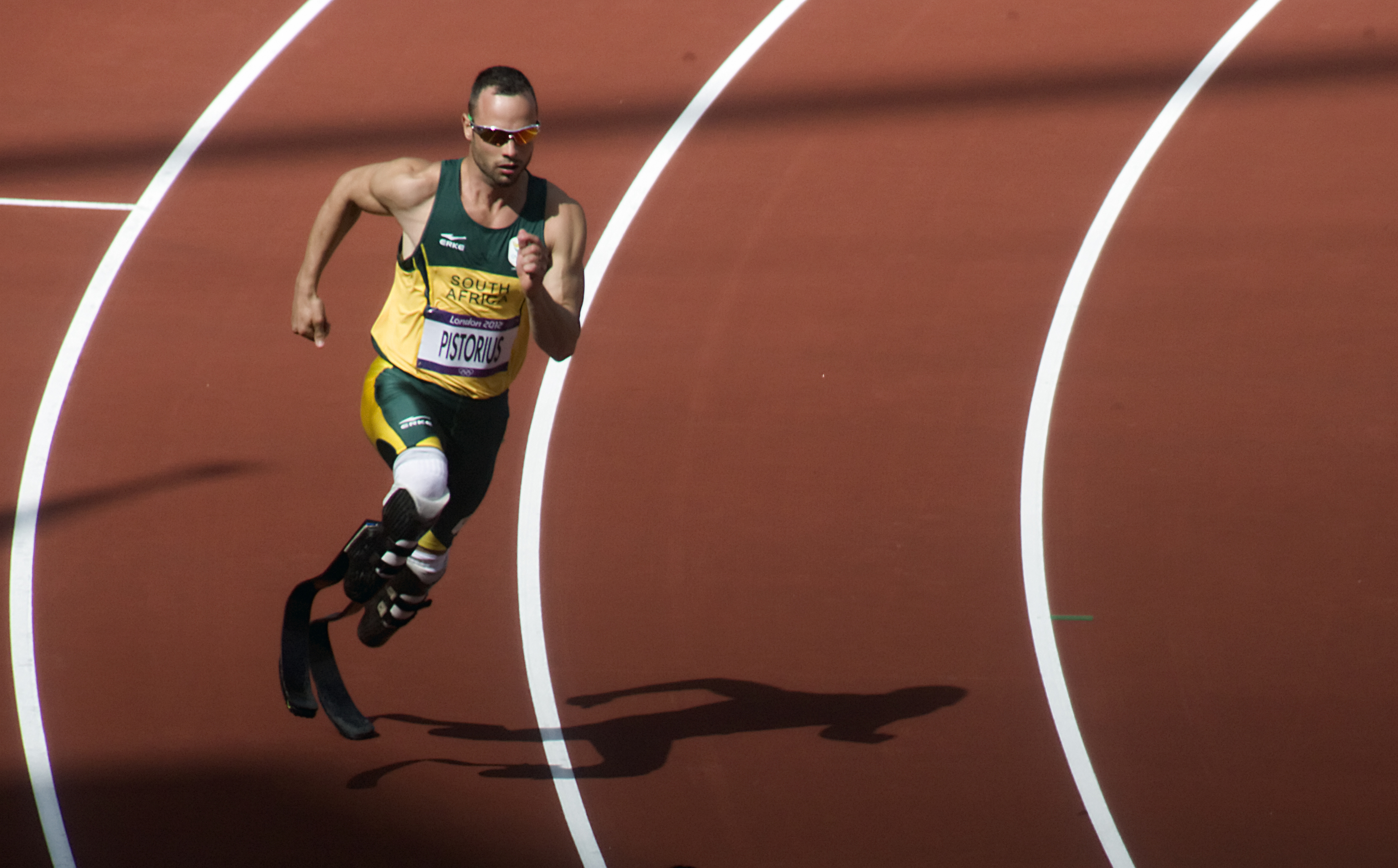
Pistorius, au premier tour du 400 m aux Jeux olympiques de Londres de 2012.

| Date | Compétition            | Lieu       | Résultat | Épreuve          | Temps        |
| ---- | ---------------------- | ---------- | -------- | ---------------- | ------------ |
| 2004 | Jeux paralympiques     | Athènes    | 3e       | 100 m T44        | 11 s 16      |
| 2004 | Jeux paralympiques     | Athènes    | 1er      | 200 m T44        | 21 s 97      |
| 2008 | Jeux paralympiques     | Pékin      | 1er      | 100 m T44        | 11 s 17      |
| 2008 | Jeux paralympiques     | Pékin      | 1er      | 200 m T44        | 21 s 67      |
| 2008 | Jeux paralympiques     | Pékin      | 1er      | 400 m T44        | 47 s 49 (WR) |
| 2011 | Championnats du monde  | Daegu      | sf       | 400 m            | 46 s 19      |
| 2011 | Championnats du monde  | Daegu      | 2e       | 4 × 400 m        | —            |
| 2012 | Championnats d'Afrique | Porto-Novo | 2e       | 400 m            | 45 s 52      |
| 2012 | Championnats d'Afrique | Porto-Novo | 2e       | 4 × 400 m        | 3 min 4 s 01 |
| 2012 | Jeux olympiques        | Londres    | sf       | 400 m            | 46 s 54      |
| 2012 | Jeux olympiques        | Londres    | 7e       | 4 × 400 m        | 3 min 3 s 46 |
| 2012 | Jeux paralympiques     | Londres    | 2e       | 200 m T44        | 21 s 52      |
| 2012 | Jeux paralympiques     | Londres    | 1er      | 400 m T44        | 46 s 68 (PR) |
| 2012 | Jeux paralympiques     | Londres    | 1er      | 4 × 100 m T42-46 | 41 s 78 (WR) |

### Records personnels
| Épreuve                          | Performance | Lieu    | Date               |
| -------------------------------- | ----------- | ------- | ------------------ |
| 100 m                            | 10 s 91 [a] |         | 4 avril 2007       |
| 200 m                            | 21 s 30     | Londres | 1er septembre 2012 |
| 400 m                            | 45 s 07     | Lignano | 19 juillet 2011    |
| a. record du monde paralympique. |             |         |                    |

Il participe aux séries du relais 4 × 400 mètres des championnats du monde de Daegu dans le relais qui bat le record d'Afrique du Sud en 2 min 59 s 21 le 1er septembre 2011.

## Œuvres
- Oscar Pistorius (trad. de l'italien par Joseph Antoine), Courir après un rêve, Paris, Éditions l'Archipel, 2010, 188 p. (ISBN 978-2-8098-0334-1) ;
- John Carlin, Oscar Pistorius. Le héros déchu de l'Afrique du Sud [« Chase your shadow. The trials of Oscar Pistorius »], Seuil, 4 décembre 2012, 416 p. (EAN 978-2021135435).

### Filmographie
- Oscar Pistorius : de la gloire au meurtre (Oscar Pistorius: Blade Runner Killer), téléfilm américain de Norman Stone diffusé sur la chaîne câblée Lifetime, le 11 novembre 2017[63]

### Radio
- « Série « Oscar Pistorius : Achille des temps modernes » »(Archive.org • Wikiwix • Archive.is • Google • Que faire ?) [audio], sur France Culture, 1er octobre 2022
- « Sports Sensibles (5) : Oscar Pistorius, la chute d'un prodige »(Archive.org • Wikiwix • Archive.is • Google • Que faire ?) [audio], sur France Inter (Affaires sensibles), 26 mars 2021.